# Masali Baduza
Masali Baduza es una actriz sudafricana conocida por interpretar a Sephy Hadley en el drama de la BBC de 2020 Noughts + Crosses.

## Biografía
Baduza nació en 1997 y creció en East London, Eastern Cape, Sudáfrica. Estudió en el campus de los Ángeles de la Escuela de Cine de Nueva York. Desde que se graduó en 2016, ha trabajado principalmente en teatro, además de participar en el thriller criminal sudafricano Trackers, que fue el espectáculo con mejor desempeño de M-Net en 2019. En 2019 fue incluida por la Royal Television Society como una estrella en ascenso y 'para ver' en 2020.

## Filmografía
| Año  | Título            | Personaje     | Notas        |
| ---- | ----------------- | ------------- | ------------ |
| 2019 | Trackers          | Thandi Makebe | 3 episodios  |
| 2019 | Bhai's Cafe       | Thandi        | Película     |
| 2019 | The Fighter       | Lerato        | Cortometraje |
| 2020 | Noughts + Crosses | Sephy Hadley  | Protagonista |